# 산해관 전투
산해관 전투 또는 일편석 전투는 1644년 5월 27일(음력 4월 22일)에 만리장성의 산해관에서 섭정왕 도르곤이 이끄는 팔기군-투항한 오삼계 연합군과 이자성의 농민군이 격돌한 전투이다. 결과적으로 이자성 군이 크게 패하고 청군이 북경에 입성하면서 중화의 패권이 청으로 넘어가는 계기가 되었다.
이후 도르곤은 빠르게 남하하여 중원 대부분 지역들을 점령하였고, 명나라는 남명으로 이어져 항쟁을 이어가다가 결국 멸망한다.

## 배경
명나라의 정치 기강이 무너지고, 북쪽에서는 외세의 침입이 점점 거세지며, 명나라는 점차 멸망의 길을 걷고 있었다. 한편 명나라 황제들은 산해관의 전략적인 위치의 중요성을 인지하여 자주 이 곳에서 군사 훈련을 벌였는데, 가끔씩은 거의 40,000여 명에 달하는 대군들이 모이기도 하였다. 홍타이지가 새롭게 황제의 자리에 오른 이후, 청나라는 점점 명나라에 적대적인 행보를 보이기 시작하였고, 결국에는 1642년 초에 명나라 북부 국경의 주요 군사 요새들이 대부분 청나라에 떨어지게 되었다. 이로 인하여 명나라의 수도였던 베이징과 청나라 사이에는 오삼계가 이끄는 군대만이 유일한 대규모 방패막으로 남게 되었다. 1642년 여름, 청나라 군대는 만리장성을 넘어 명나라 북부 지방들을 점거하기 시작하였고, 1643년 5월에 철수하기 전까지 약 7달동안 약탈을 계속하였다. 그들은 돌아갈 때 수많은 포로들과 노획한 전리품들을 챙겨갔고, 이 과정에서 그 어떠한 주요 군사적 제지도 받지 않았다.
1643년 9월, 홍타이지는 후계를 지명하지 않고 세상을 떠났다. 이후 홍타이지의 두 아들이었던 아이신기오로 호오거와 도르곤 사이에서 일어날 분쟁을 막기 위해서, 조정 대신들은 당시 5살이었던 순치제에게 황위를 맡겼다. 이후 도르곤과 아이신기오로 지르가랑에게 부관직을 맡겨 내치를 안정시키게 하였다. 하지만 지르가랑이 정치적 식견이 부족했던 탓에, 청나라의 정치는 도르곤에 의해 좌지우지되었다.

### 베이징의 함락
도르곤과 그의 부하들이 북쪽에서 명나라를 무너뜨릴 계획을 짜고 있는 동안, 명나라 내부에서도 점차 분열의 조짐이 나타나기 시작하였다. 1644년 2월, 반란군의 지도자 이자성이 시안에서 순나라를 건국하고 황제로 즉위하였으며, 이후 3월에는 산시성의 타이위안을 점령하였다. 반란군의 진격에 불안을 느낀 명나라의 숭정제는 4월 5일에 칙령을 내려 제국 전역에 있는 군사령관들에게 자신을 도와줄 것을 호소하였다. 숭정제는 군대의 충성을 확보하기 위하여 필사적으로 힘썼는데, 이때 오삼계를 포함한 4명의 장군들에게 귀족 작위를 수여하였다. 당시 이 4명의 장군들 중 유일하게 베이징에 있던 당통 장군은 수도의 방비를 강화하고 베이징으로 들어오는 핵심 요새인 거용관을 지키러 떠났다. 하지만 4월 22일, 명나라 조정은 당통 장군이 전날 이자성의 반란군에게 이미 항복했으며, 반란군은 베이징에서 65킬로미터 밖에 떨어져 있지 않다는 것을 깨닫게 되었다. 이자성과 그의 반란군들은 4월 23일에 베이징의 교외 지역에 도달하였다. 그들은 대규모 약탈을 하는 대신에, 자신에게 항복한 장군들을 숭정제에게 보내 항복할 것을 권유하였지만 숭정제가 이를 거부하자 24일에 베이징을 공격해 함락시키며 도성 내부로 진입하였으며, 숭정제는 자금성 뒤쪽 언덕에서 목을 매 자살하였다.

### 오삼계
황제가 도움을 청한 직후, 오삼계 장군은 닝위안현에 있는 그의 기지를 떠나 수도로 진군하였다. 4월 26일, 그의 군대는 산해관을 지나쳤으나, 그 곳에서 이미 베이징이 함락되었다는 소식을 듣게 되었다. 그는 산해관으로 돌아와 그 곳을 떠나지 않았다. 이자성이 두 번의 군대를 보내 오삼계의 군대를 깨뜨리려 하였으나, 잘 훈련된 오삼계의 명나라 군대는 이들을 모두 쉽게 물리쳤다. 이자성은 그의 위치를 굳히기 위하여 오삼계를 없애기로 마음먹었고, 5월 18일에 직접 6만 명의 군대를 이끌고 산해군으로 진군하였다. 한편 오삼계는 폭도들을 쫓아내고 명나라를 재건하기 위하여 도르곤에게 도움을 청했다.
오삼계가 닝위안현을 떠난 이후 만리장성 북부의 모든 영토는 청나라 관할 하에 떨어졌다. 도르곤의 부관들은 이번 기회에 아예 베이징을 점령하고 천자의 자리를 가지라고 조언하였다. 도르곤이 오삼계의 도움 요청을 받았을 적에, 그는 이미 명나라를 치기 위한 원정에 막 나선 참이었으며, 명나라의 재건 따위에는 관심이 없었다. 도르곤은 오삼계에게 청나라의 편에 서라고 역제안하였으며, 오삼계는 어쩔 수 없이 이 제안을 승낙하였다.

## 전투

### 전투 준비
5월 25일, 이자성은 자신의 군대르 산해관 서쪽에 있는 강을 건너게 했다. 이자성은 인근 언덕에서 전투의 경과를 지켜볼 수 있도록 그 곳에 포로로 잡은 2명의 명나라 황자들과 함께 진지를 차렸다. 오삼계는 신뢰하는 부관 2명에게 산해관의 남쪽과 북쪽 벽의 방비를 맡겼고, 민병대에게 산해관의 동쪽 벽을 지키게 하였다. 한편 자신은 강을 마주보고 있는 이자성의 군대에 맞설 준비를 하였다.
5월 25일, 도르곤은 오삼계가 이자성의 반군들을 소탕하는데에 청나라의 도움을 받고 싶어하고, 이 대가로 청나라에 충성을 바칠 것이라는 편지를 받았다. 도르곤은 즉시 산해관으로 진군하였고, 하룻 밤만에 약 150km에 달하는 거리를 강행군하였다. 5월 26일 아침의 어스름 속에, 도르곤의 군대는 산해관에서 약 8km 떨어진 곳에 숙소를 지었고, 병사들은 갑옷도 벗지 않은 채로 잠에 들었다. 이들은 깨어난 직후 다시 행군하였으며, 도르곤은 군대의 중앙에 서서 이 모든 것을 통솔하였다.

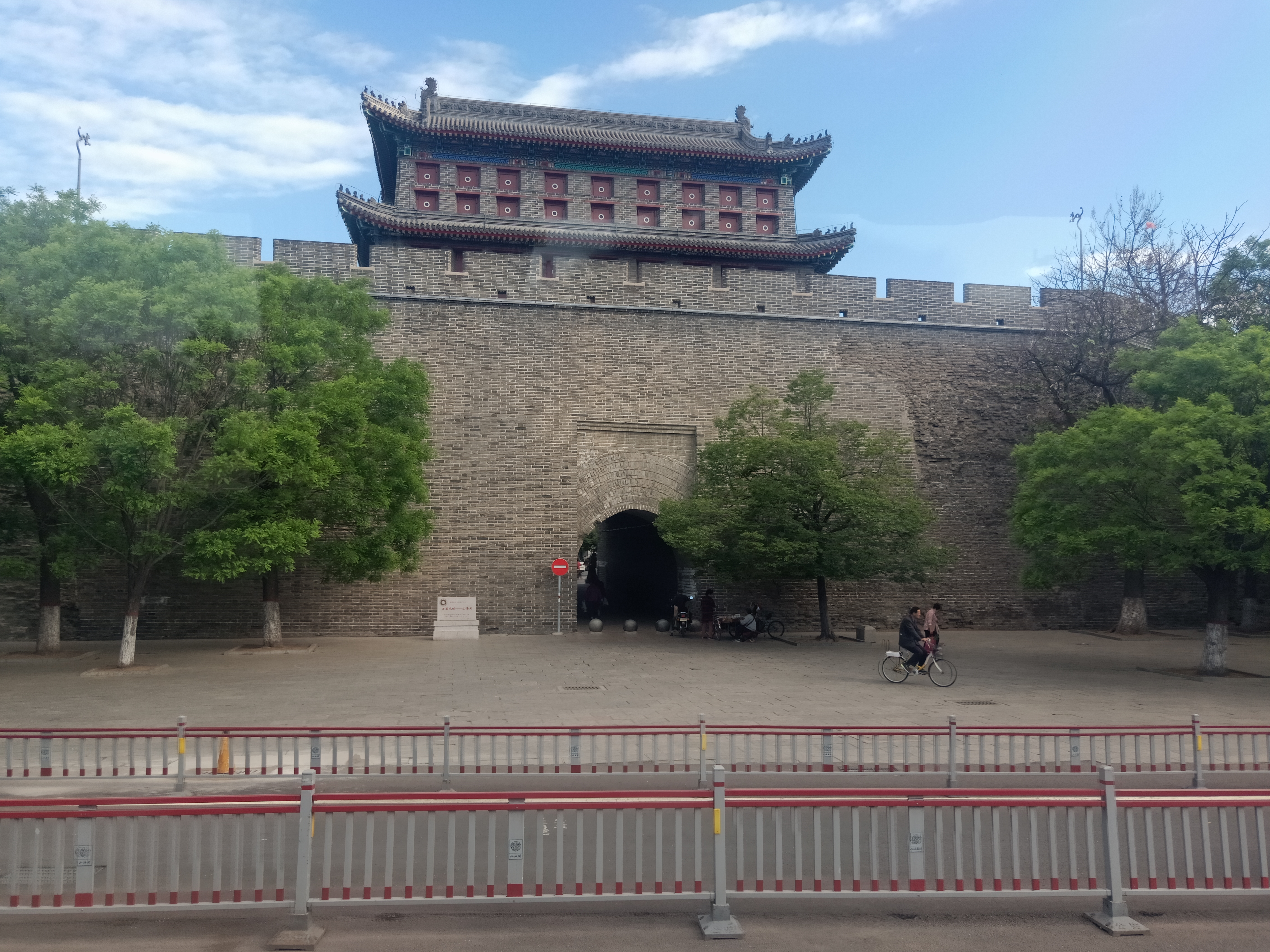
산해관

### 전투
5월 27일 저녁, 청나라 주력 군대가 산해관에 도달하였고, 이 곳에서 오삼계의 공식적인 항복을 받았다. 오삼계는 그의 병사들에게 등 뒤에 흰 옷감을 붙여 이자성의 반란군들과 구별할 수 있도록 하라고 지시하였다. 오삼계는 자신의 군을 이끌고 이자성의 반군들에게 진격하였다. 하지만 반군들의 무질서한 배치에도 불구하고, 오삼계는 반군의 방어선을 깨는데에 실패하였다. 오삼계 군대의 사기는 급격히 떨어졌고, 전투 중반에 이르러서는 거의 몰살당할 위기에 처하고 말았다.
도르곤이 싸움에 들어가기로 결정한 때가 바로 이때였다. 청나라 군대는 오삼계 군대의 우편을 지원하였으며, 이자성 반군의 왼편을 기병을 이용하여 몰살하였다. 반군들은 앞머리를 민 청나라의 기병들을 보자마자 공포에 질려 도망쳤으며, 반군들의 방어선은 무너졌다. 왼쪽 날개가 무너진 채로 후퇴하기 시작한 반군은 결국 사기가 급락, 대부분이 몰살당하는 최후를 맞았다. 이자성은 산해관에 도착했을 당시 청나라 군대의 존재를 몰랐을 가능성이 있다. 혹은 청나라 기병들의 군세를 제대로 몰랐을 가능성도 있다. 만약 그가 이 것들을 알았다면, 그렇게 무리하게 전투를 몰아붙이지는 않았을 것이라는 것이 학계의 관측이다.

### 참전 병사 수
이 전투에 참여한 병사들의 수는 논쟁의 여지가 있다. 이 전투를 기록한 청나라의 기록에는 특히 이자성 반군의 수에 대한 과장이 심한데, 이는 대군을 상대로 맞서 싸운 청나라 기병들의 용맹함을 강조하기 위한 것으로 보인다. 이 자료들에는 이자성의 반군 수가 약 20만 명에 달했다고 기술되어 있다. 현대 사학자들은 이 자료들을 거의 믿지 않고, 약 60,000여 명에서 100,000여 명으로 추정하고 있다.

## 전투 이후
전투가 끝나고, 5월 27일에 이자성과 그의 신하들은 베이징으로 향하는 길에 올랐다. 대부분의 병사들과 신하들은 이미 수도로 도망친 상태였으며, 그 다음날에 이자성은 베이징에 도착하였다. 그는 그의 병사들이 궁전들과 관청들, 그리고 주택들을 약탈하는 것을 내버려 두었으며 6월 3일, 자금성의 무영궁에서 '대순'의 황제 자리에 즉위하였다. 42일 동안 베이징에 머무른 이자성은 자금성에 불을 지르고 서쪽으로 도망쳤다. 베이징의 시민들은 미처 이자성과 함께 도망가지 못한 약 2000여 명에 달하는 반란군들을 학살하였다.
6월 5일, 베이징 시민들은 이자성을 무찌른 오삼계를 맞을 준비를 하였다. 하지만 명나라 황족들과 오삼계가 함께 귀환하기를 바랐던 그들의 희망과는 달리, 수도에는 도르곤과 오삼계가 함께 들어왔고, 이들을 맞으러 나갔던 관료들과 시민들은 큰 충격을 받았다. 도르곤은 동화문을 통해 자금성으로 들어갔고, 청나라에 충성을 맹세한 전 황실 경비대의 호위를 받으며 지배를 공고히 하려 노력하였다. 도르곤은 10월 19일에 베이징으로 들어온 순치제를 환영했으며, 순치제는 1644년 11월 8일에 공식적으로 중국의 황제 자리에 올랐고, 이로 인해 중국 대륙의 패권이 명나라에서 청나라로 넘어가게 되었다.